# 青木駅 (長野県)
青木駅（あおきえき）は、かつて長野県小県郡青木村に存在した上田温泉電軌青木線の停留場。

## 概要
現在の千曲バス、青木村営バスの青木バスターミナルにあった。
現在のバスターミナルの待合室には、大正時代の当駅の写真が飾られている。

## 隣の駅
上田温泉電軌
青木線
村松駅 - 青木駅